# Carlos María Urien Leanes
Carlos María Urien (Buenos Aires, 4 de noviembre de 1855 - Buenos Aires, 27 de mayo de 1921) fue un abogado e historiador argentino.

## Biografía
Hijo del coronel porteño Carlos María Urien y de María del Carmen Leanes. Cursó sus primeros estudios en el colegio del inglés Roberto Hempel, sobre la calle Florida, entre Cuyo y Corrientes. 
Más tarde estudió derecho, egresando como abogado en 1880. Ingresó de inmediato al ejercicio de su profesión, en la que se ganó un lugar meritorio y continuó en su cargo de profesor de Historia, Economía Política y Gobierno Civil en la Escuela Normal donde había sido destinado dos años antes, pasando al Colegio Nacional de Buenos Aires, donde impartía las mismas materias.
Fue un prolífico historiador, además de componer biografía y crítica. Su primera obra "La Debacle", una crítica al libro de Zola, fue publicada en Buenos Aires en 1892, y ha sido seguida por una ininterrumpida sucesión hasta el año 1919, cuando salió de la imprenta su destacada biografía "Mitre", en dos volúmenes. En los años intermedios, sus libros aparecieron como sigue: "La guardia nacional argentina", 1895; "El doctor Leandro N. Alem", 1896; "La revolución cubana", 1896; "El derecho internacional y la doctrina Monroe", 1898; "Esteban Echeverría", 1905; "Geografía Argentina", en colaboración con E. Colombo, 2 vols., 1905; "Juan Facundo Quiroga", 1907; "La carga de Junín", 1909; "La República Argentina en 1910", en colaboración con E. Colombo; "Apuntes sobre la vida y obras del doctor Juan María Gutiérrez", 1909; "La victoria de Maipú", 1911; "La soberana Asamblea general Constituyente de 1813", 1913; "Independencia de Méjico", 1913; "Impresiones y recuerdos: el general Lucio V. Mansilla", 1914; "De Buenos Aires a Chile", 1915; "Revelaciones de un manuscrito", 1916; "Las efemérides del 24 de Mayo", 1916; "Temas viejos y temas nuevos", 1918; "Mitre", 2 vols., 1919; todo publicado en Buenos Aires.
Se casó el 4 de noviembre de 1896 en Buenos Aires con María Nélida Varela (1858-1907), nieta del periodista Florencio Varela.
Falleció en su ciudad natal el 27 de mayo de 1921.